# Ющенко, Екатерина Михайловна
Екатери́на Миха́йловна Ю́щенко (укр. Катерина Михайлівна Ющенко, имя при рождении Кэтри́н Клэр Чумаче́нко, англ. Katherine Claire Chumachenko; род. 1 сентября 1961, Чикаго, штат Иллинойс, США) — супруга третьего Президента Украины Виктора Ющенко.

## Биография
Екатерина Чумаченко родилась 1 сентября  1961 года в Чикаго в семье бывших остарбайтеров, оставшихся в Германии, а в 1956 году эмигрировавших в США. Мать — София Ефимовна Чумаченко (Пунько) родилась в 1927 году в селе Летки Киевской области, в четырнадцать лет попала как остарбайтер в Германию; отец Михаил Андреевич Чумаченко (1917—1998, похоронен в Киеве) родился в селе Зайцевка, в Харьковской области, получил образование инженера-электрика в Лисичанске Луганской области, служил в Красной Армии, воевал на фронтах Великой Отечественной, был захвачен в плен и вывезен в 1942 году на принудительные работы в Германию, где он заболел туберкулезом и восемь лет лечился в противотуберкулезном санатории. С 1956 до 1984 года работал электриком в США. Родители Екатерины поженились в 1945 году, в том же году родилась её старшая сестра Лидия-Мария Чумаченко-Молл (англ. Lydia-Marie Chumachenko Moll).

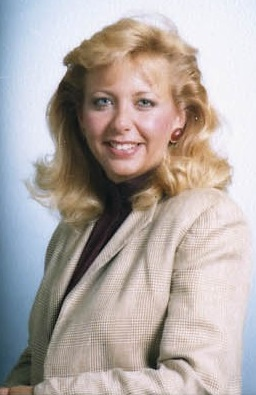
Екатерина Чумаченко в 1988 году

В возрасте 14 лет вступила в Союз украинской молодёжи. В 1982 году окончила Джорджтаунский университет по специальности «международная экономика». После окончания университета работала директором Украинской национальной информационной службы Вашингтонского бюро Комитета украинского конгресса Америки. В 1986 году получила степень MBA в Университете Чикаго.
С 1986 года работала ассистентом у заместителя Госсекретаря по вопросам прав человека и гуманитарным делам. Была заместителем председателя Офиса общественных связей Белого дома, работала в Министерстве финансов США и Конгрессе США.
Имеет двойное имя на американский манер — Кэтри́н-Клэр (англ. Katherine-Claire). Родители первоначально дали К. Чумаченко двойное имя — Катерина-Клава, в честь двух младших сестер её отца, погибших от голода на Украине в 1933 году. А в больнице Чикаго, где она родилась, имя «Катерина-Клава» записали как «Кэтрин-Клер». В 1993 году начала работать в компании KPMG в Киеве. В 1993 году она знакомится с главой Нацбанка Украины Виктором Ющенко и в январе 1998 года становится его женой.
Соучредитель фонда помощи «сиротам Друзья детей».
Глава наблюдательного совета международного благотворительного Фонда «Украина 3000», который с 2001 года в основном занимается модернизацией больниц, строительством детских домов. Благотворительный Фонд «Украина 3000» много лет работает над сборником о голоде 1932—1933 годов, много лет способствует созданию музея и памятника Голодомора. Культурологическое направление объединяет программы, связанные с историческими, археологическими, этнографическими и культурологическими исследованиями, охраной историко-культурного наследия народа Украины и распространением знаний о нём.

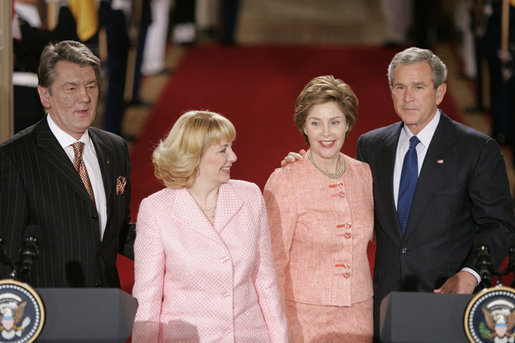
Екатерина Ющенко со своим мужем Виктором Ющенко, Джордж Буш (младший) и Лора Буш, 4 Апреля, 2005 года (Восточная комната Белого Дома)

МБФ «Украина 3000» инициирует ряд спецпрограмм по образованию, которые осуществляется путём реализации двух масштабных благотворительных программ — «Формирование и реализация современной национальной модели образования и воспитания» и «Поддержка одаренной и социально активной молодёжи». Во исполнение ключевых положений этих программ разработаны и реализуются благотворительные проекты: Благотворительная программа «Добро начинается с тебя», Всеукраинский молодёжный конкурс «Новейший интеллект Украины», Ежегодный образовательный Форум «Артековские диалоги», Национальный молодёжный конкурс «Я — гражданин Украины».
В 2005 году госпожа Ющенко стала гражданкой Украины, впоследствии представив СМИ документы, подтверждающие потерю ею американского гражданства. Тогда же она дала откровенное интервью корреспонденту американского издания журнала Harper's Bazaar Татьяне Сорокко, в котором довольно откровенно поделилась своими чувствами по поводу различия между её жизнью в США и Украине.

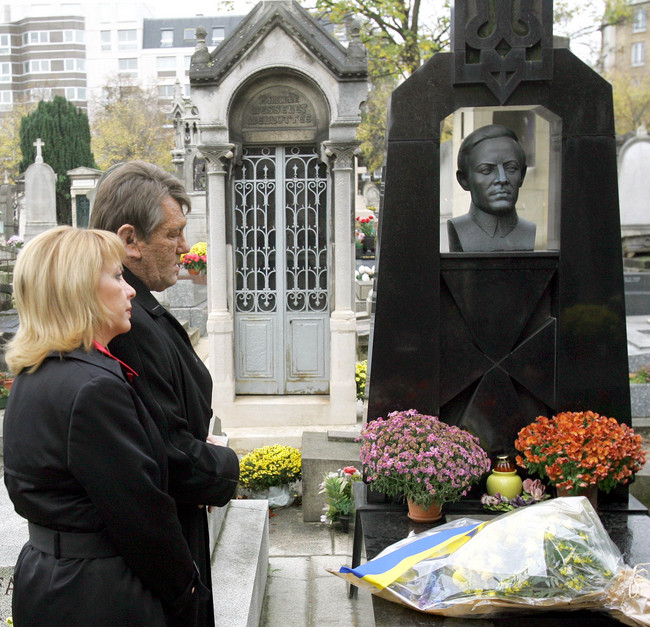
Екатерина и Виктор Ющенко в Париже на могиле Симона Петлюры, 2005 год

20 ноября 2008 года Екатерина Ющенко была награждена Медалью Свободы Трумэна-Рейгана за «исключительный вклад в распространение правды о Голодоморе и других преступлениях коммунизма».
Виктор Балога, в 2006—2009 годах возглавлявший секретариат президента Украины Ющенко, так свидетельствовал о ней: «Эта женщина уникальна в своем роде. У неё не отнять её сильных качеств: воли, умения вникнуть, всеядности. В силу этих качеств она принимала живейшее участие почти в каждом решении Ющенко».

## Семья
Муж Виктор Ющенко (с 1998 года).
Дочери, София-Виктория (4 февраля 1999) и Христина (14 ноября 2000), и сын Тарас (24 марта 2004).

## Награды
- Специальная награда ЮНЕСКО «Золотая пирамида», ноябрь 2005 года
- Медаль князя Василия-Константина Острожского от Острожской Академии, октябрь 2005 года
- «Награда выдающегося выпускника в области общественной деятельности 2005 года» от бизнес-школы Университета Чикаго, октябрь 2005 года
- Специальная награда от Фонда помощи детям Чернобыля, апрель 2006 года
- Награда «Почетный преподаватель гимназии „Киево-Могилянский коллегиум“», февраль 2007 года
- Большой крест ордена Полярной звезды (2008, Швеция)[13]
- Медаль Свободы Трумэна-Рейгана (2008, США)
- Орден Трёх Звёзд 1 класса (Латвия, 19 июня 2008 года)[14]
- Орден «На благо Республики» (Мальта, 9 июля 2008 года)
- Крест «За заслуги перед Церковью и Папой» (Ватикан, 29 июня 2009 года)